# Fiesso d'Artico
Fiesso d'Artico é uma comuna italiana da região do Vêneto, província de Veneza, com cerca de 5.773 habitantes. Estende-se por uma área de 6 km², tendo uma densidade populacional de 962 hab/km². Faz fronteira com Dolo, Pianiga, Stra, Vigonza (PD).

## Demografia

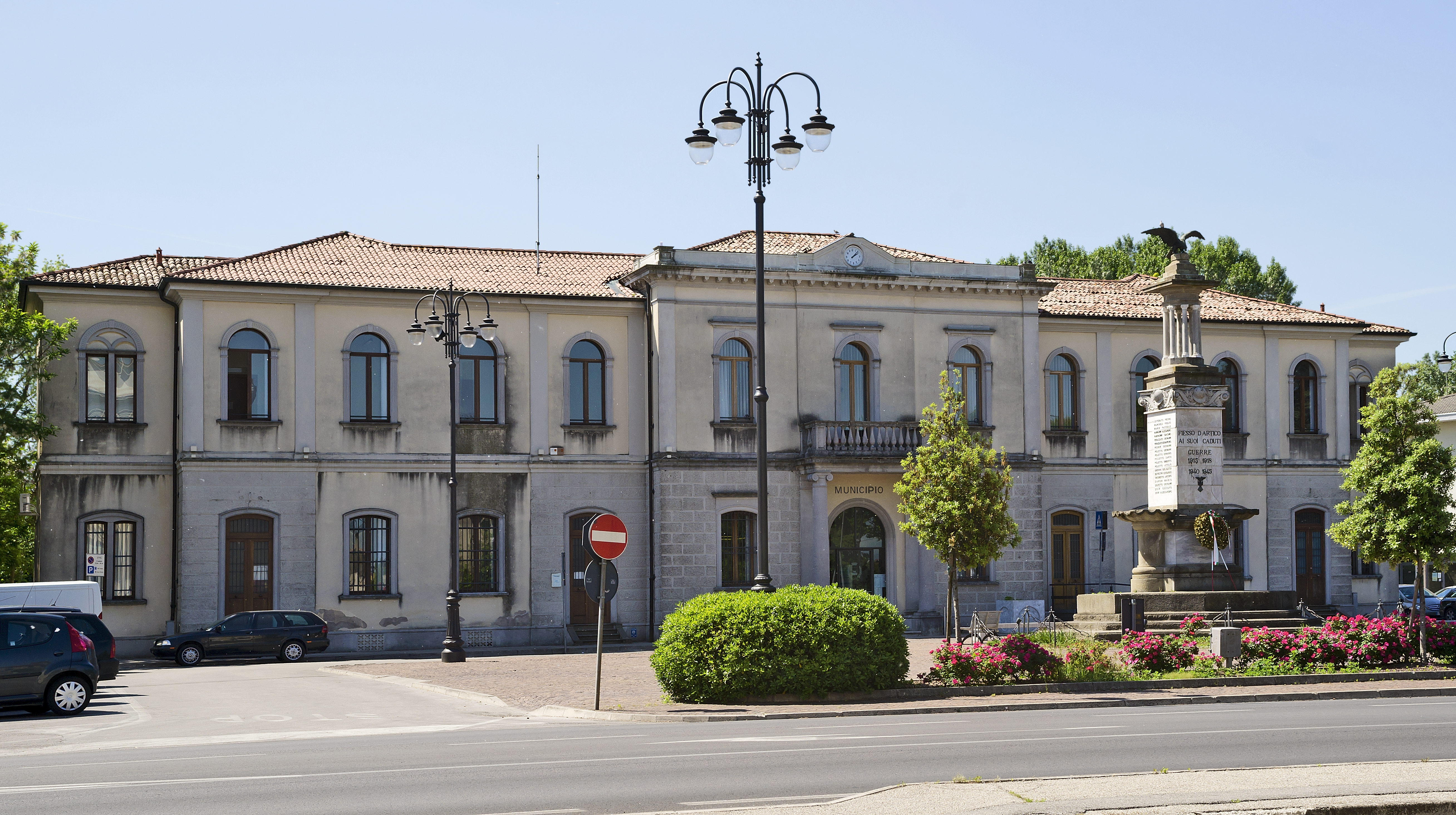
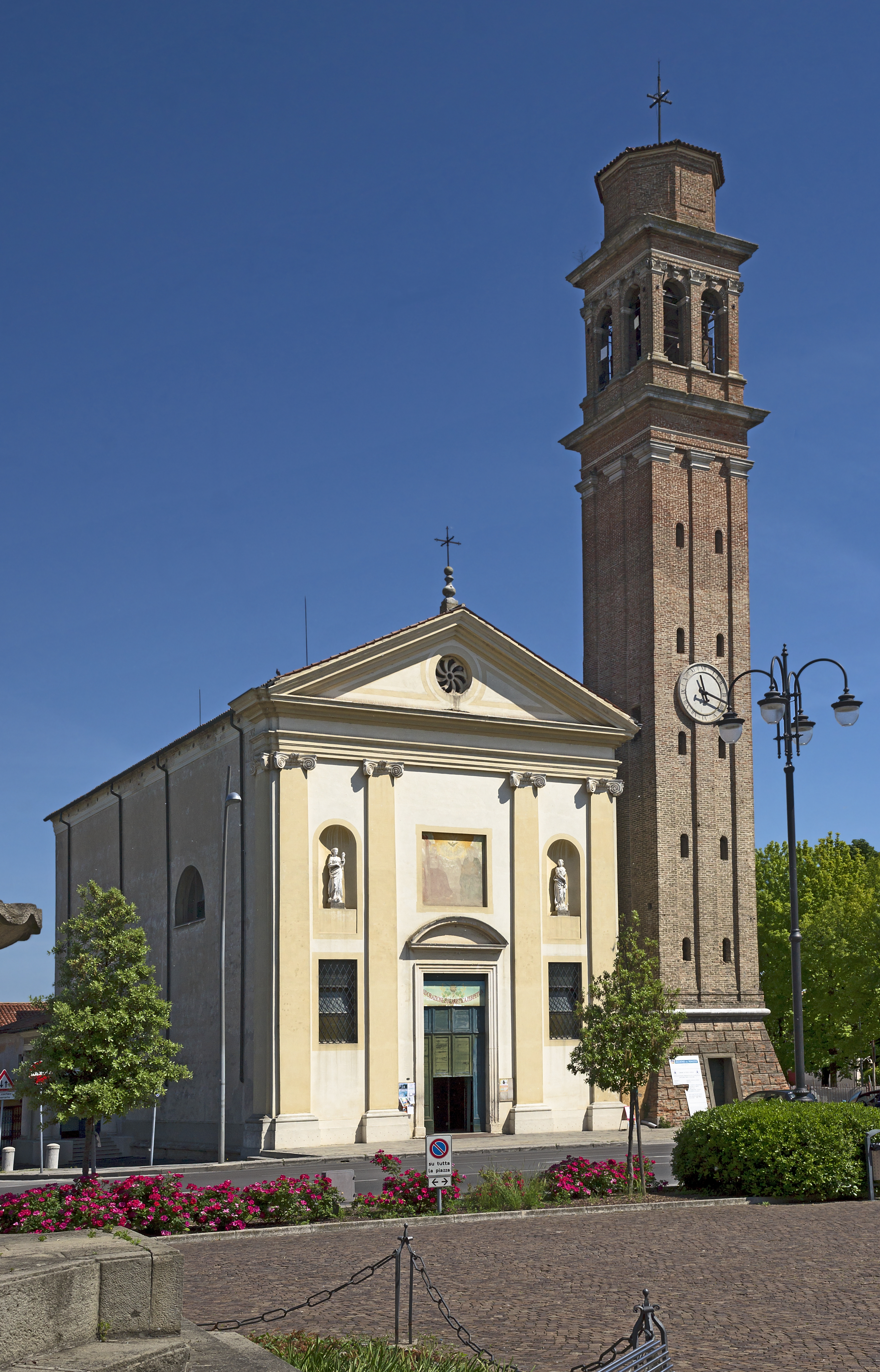

| Variação demográfica do município entre 1861 e 2011                               |
|                                                                                   |
| Fonte: Istituto Nazionale di Statistica (ISTAT) - Elaboração gráfica da Wikipedia |